# Moth into Flame
«Moth into Flame» és el trenta-sisè senzill de la banda estatunidenca Metallica, presentat com a segon de l'àlbum Hardwired... to Self-Destruct el 26 de setembre de 2016 en la seva participació en el programa The Howard Stern Show. Van penjar el videoclip hores després en el seu canal del portal YouTube.
Hetfield va assenyalar que es va inspirar en Amy Winehouse després de veure el documental Amy sobre la seva figura. Va explicar que es va sentir trist després de veure com una persona amb tan talent s'ensorrava a causa de la fama. Van interpretar la cançó en directe per primer cop l'endemà de la seva presentació, el 27 de setembre de 2016, en el Webster Hall de Nova York, durant la commemoració del 30è aniversari de la mort de Cliff Burton, baixista original de la banda. També van tocar la cançó junt a Lady Gaga durant la cerimònia dels premis Grammy de 2017.

## Llista de cançons
| Núm. | Títol             | Durada |
| ---- | ----------------- | ------ |
| 1.   | «Moth into Flame» | 5:50   |